# Železniční trať Děčín – Oldřichov u Duchcova
Železniční trať Děčín – Oldřichov u Duchcova (pro cestující označená číslem 132, přezdívaná Kozí dráha) je jednokolejná regionální trať.

## Historie
Provoz na trati zahájila společnost Duchcovsko-podmokelská dráha v roce 1871.
V roce 1940 se krátce jezdilo v Děčíně bez úvrati po válečné spojce mimo západní („duchcovské“) nádraží. V roce 1961 byla zprovozněna přeložka tratě u stanice Teplice lesní brána.[zdroj?]
V roce 2007 byla rozhodnutím Krajského úřadu Ústeckého kraje pod vedením tehdejšího hejtmana Jiřího Šulce ukončena objednávka osobního provozu na této trati, a proto v JŘ 2007/2008 byly vypraveny Českými drahami jen dva vlaky financované soukromou osobou 30. srpna 2008 v úseku Děčín–Telnice a zpět. V průběhu platnosti JŘ 2008/2009 byl vypraven jen jeden vlak, 4. července 2009 v úseku Děčín–Telnice a zpět, a to společností Railtransport. Od 13. prosince 2009, tedy začátku platnosti JŘ 2009/2010, byla na této trati pravidelná osobní doprava zastavena úplně. O víkendech 24. a 25. dubna a 1. a 2. května 2010 provozovala 8 párů spojů denně jako reklamu soupravou Siemens Desiro v úseku Děčín–Krupka společnost RegioJet.
V průběhu roku 2012 bylo na podnět města Děčína počítáno s opětovným zahájením provozu, ač zatím v první etapě pouze sezónního charakteru. Kvůli vyhlášené výluce a nečinnosti správce tratě k tomu nedošlo, ani v období platnosti nového grafikonu koncem roku 2012. Po nástupu nově zvoleného zastupitelstva Ústeckého kraje se ledy prolomily a v roce 2013 bylo možno počítat alespoň s částečným zprovozněním tratě v úseku Děčín–Telnice. Hned druhý den po ukončení výluky vyjely dne 31. 3. 2013 vlaky na první jízdu z Děčína do Telnice. Podobná akce se opakovala ještě 20. 4. 2013. S počátkem letních prázdnin vyjely dle dlouhodobého plánu dne 29. 6. 2013 čtyři páry pravidelných sezónních vlaků na úsek Děčín – Telnice – Bohosudov zastávka. V úseku Telnice – Bohosudov zastávka byly vlaky vzhledem k nesjízdnosti tratě nahrazeny náhradní autobusovou dopravou. V roce 2013 Kozí dráha přepravila za 22 provozních dnů bezmála 10 000 cestujících.[zdroj?]
V roce 2014 byl provoz v úseku Děčín–Telnice především díky městu Děčín zajištěn o březnových víkendech, kdy trať přepravila nad 2000 cestujících. Velikonoční vlak byl vytížen zhruba pěti sty cestujícími. Dále trať byla v provozu o prázdninových víkendech. V prosinci 2014 se uskutečnila poslední jízda ve výše zmíněném úseku. Od roku 2015 se s tratí počítalo pro víkendový provoz. Ústecký kraj s tratí počítal v rámci nostalgických jízd, neboli „Zážitková železnice Krupka–Děčín“ a měl zde platit integrovaný tarif DÚK.[zdroj?]
Na celé trati byl od roku 2015 zastaven veškerý provoz kvůli špatnému technickému stavu (popadané stromy, podmáčené úseky, shnilé pražce, nefunkční zabezpečovací zařízení na přejezdech, ...). O obnovu provozu na trati se vedl několikaletý boj, zejména ze strany vedení kraje, železničních nadšenců i starostů přilehlých obcí (kromě vedení Děčína, které změnilo názor a chtělo z tratě udělat cyklostezku).
V srpnu 2021 schválila Centrální komise Ministerstva dopravy částečnou opravu tratě v úseku Děčín–Telnice.[zdroj?]
26. března 2022 byl po 15 letech obnoven osobní provoz v úseku Děčín hlavní nádraží – Telnice. Linka s označením T11 – Podkrušnohorský motoráček byla v provozu přes léto o víkendech a svátcích. Vlakové spojení zajišťoval retro motorový vůz řady M 152.0 společnosti KŽC Doprava s kapacitou 55 míst k sezení a 3 místa na jízdní kola, ve vybraných termínech byly soupravy posílené.
Další krokem bylo zprovoznění úseku z Telnice do Krupky, když od 21. září 2024 byl provoz obnoven na dalších 9 km trati až do zastávky Krupka město. K celému zprovoznění až do Oldřichova u Duchcova tak zbývalo 9 km. Ústecký kraj žádal zbylý úsek opravit, aby mohl propojit Kozí a Moldavskou dráhu ve stanici Louka u Litvínova.

## Přezdívka
Přezdívku Kozí dráha získala trať podle toho, že po kolejích této vedlejší tratě pobíhaly kozy a vlak často musel mimořádně zastavovat a odhánět je. Druhá varianta tvrdí, že zaměstnanci tratě chovali u svých domů výhradně kozy a slepice, takže na zastávkách i ve stanicích se při průjezdu vlaku ozývalo mečení.

## Navazující tratě

### Děčín hlavní nádraží
- Železniční trať Děčín–Rumburk
- Železniční trať Děčín–Dresden
- Železniční trať Praha–Děčín

### Oldřichov u Duchcova
- Železniční trať Ústí nad Labem – Chomutov
- Železniční trať Oldřichov u Duchcova – Litvínov – Jirkov – Chomutov

## Galerie

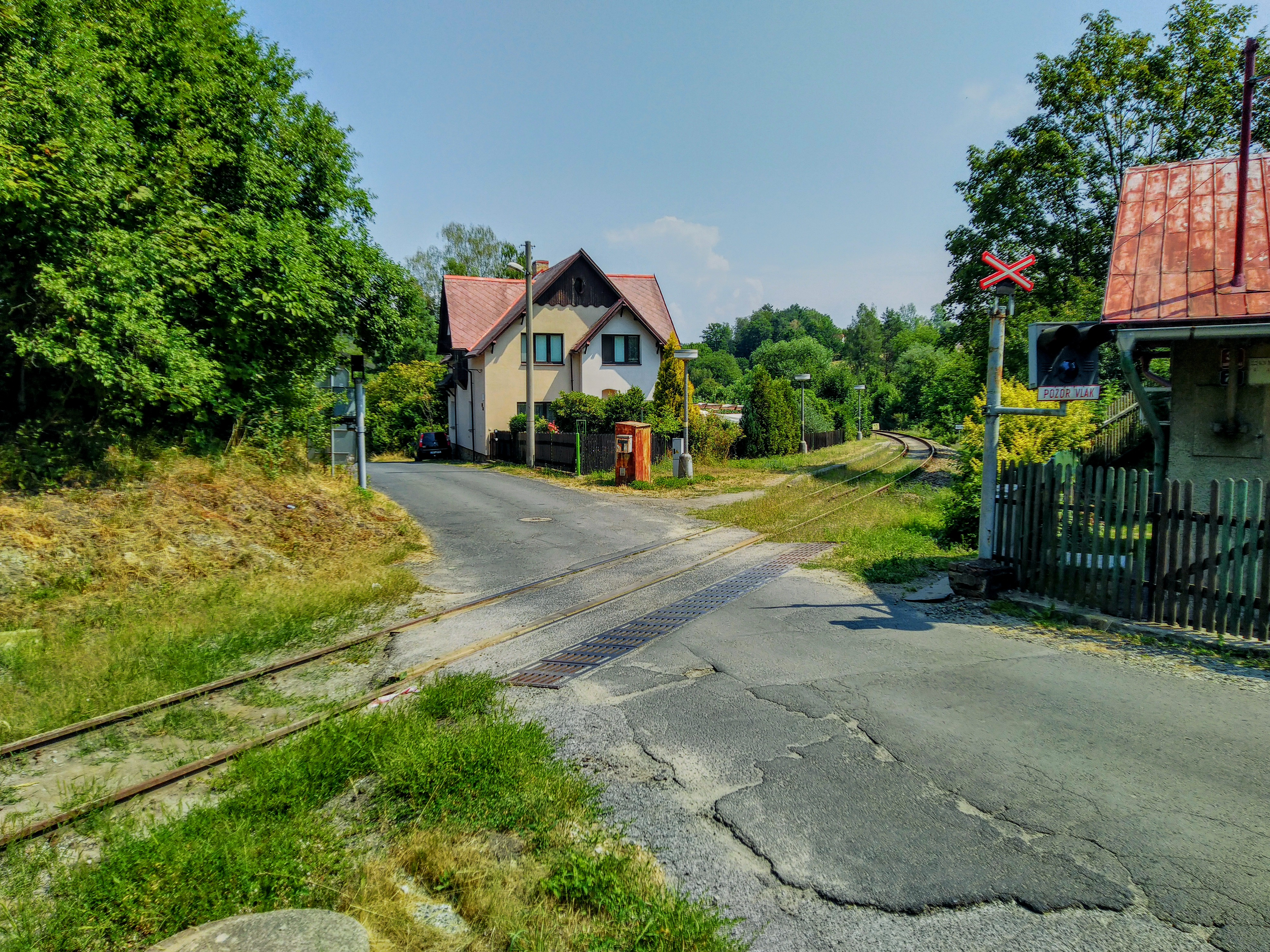
Trať mezi Horním a Dolním Oldřichovem.
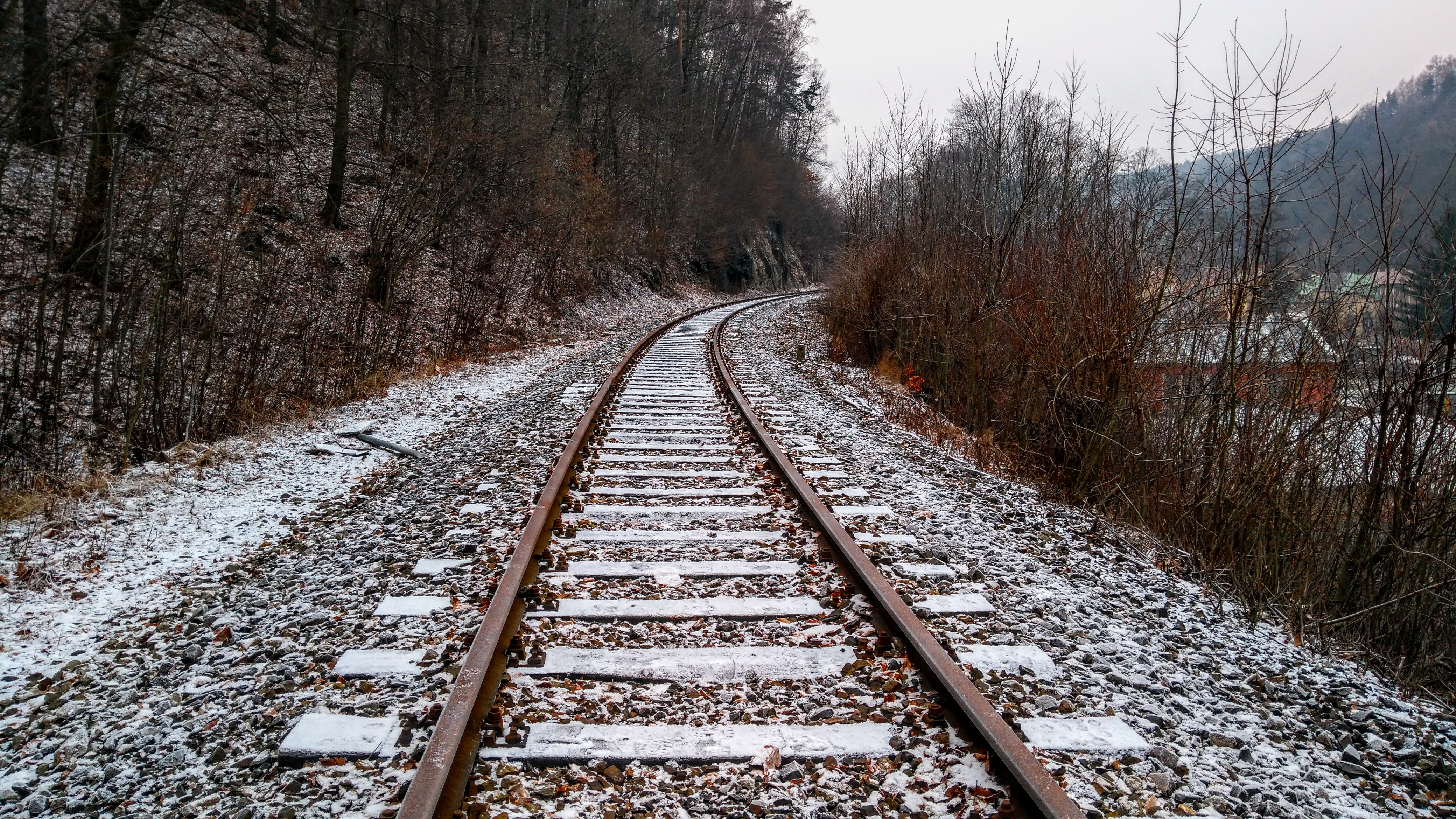
Trať u Bělé.
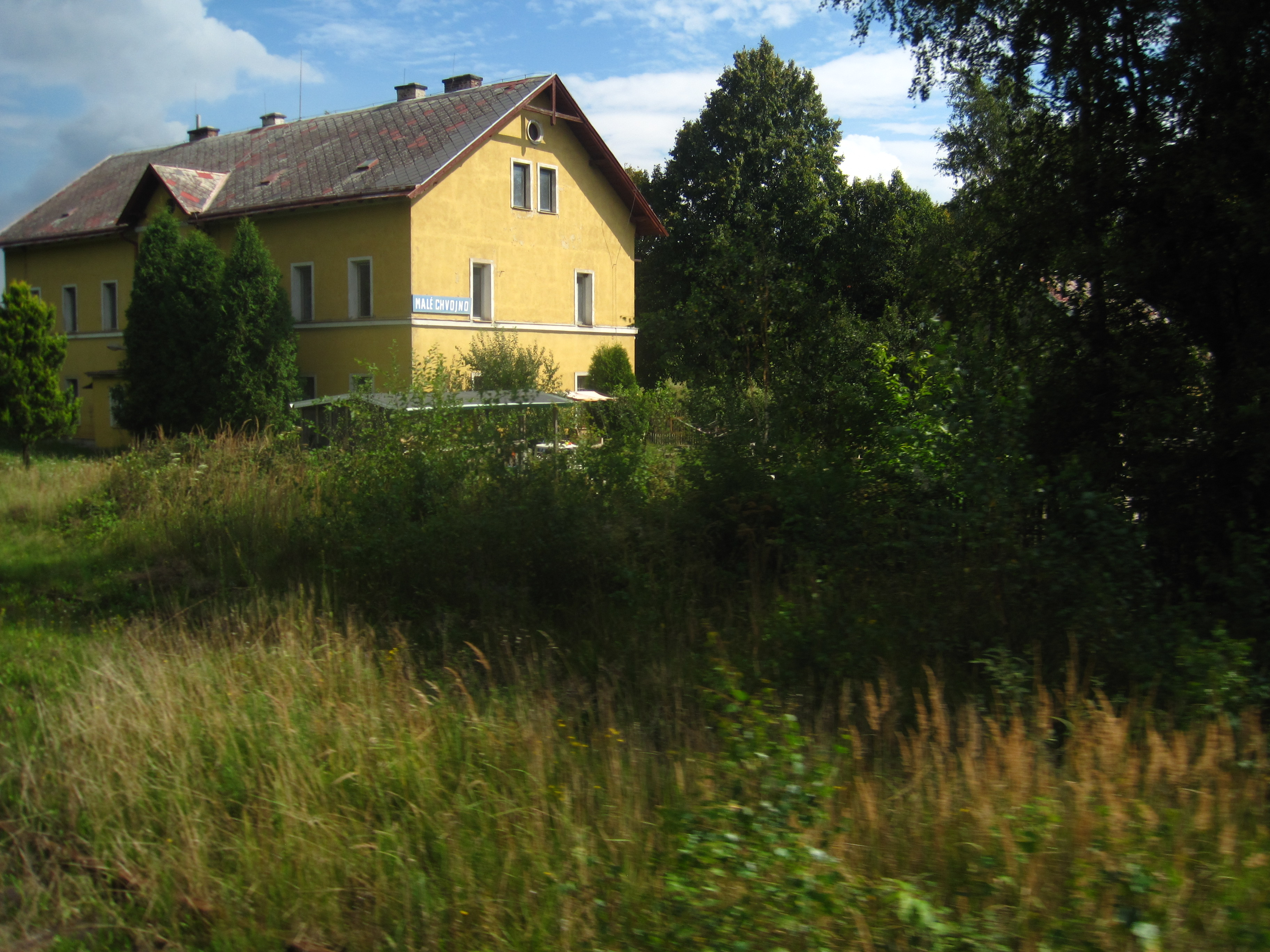
Nádraží v Malém Chvojně.
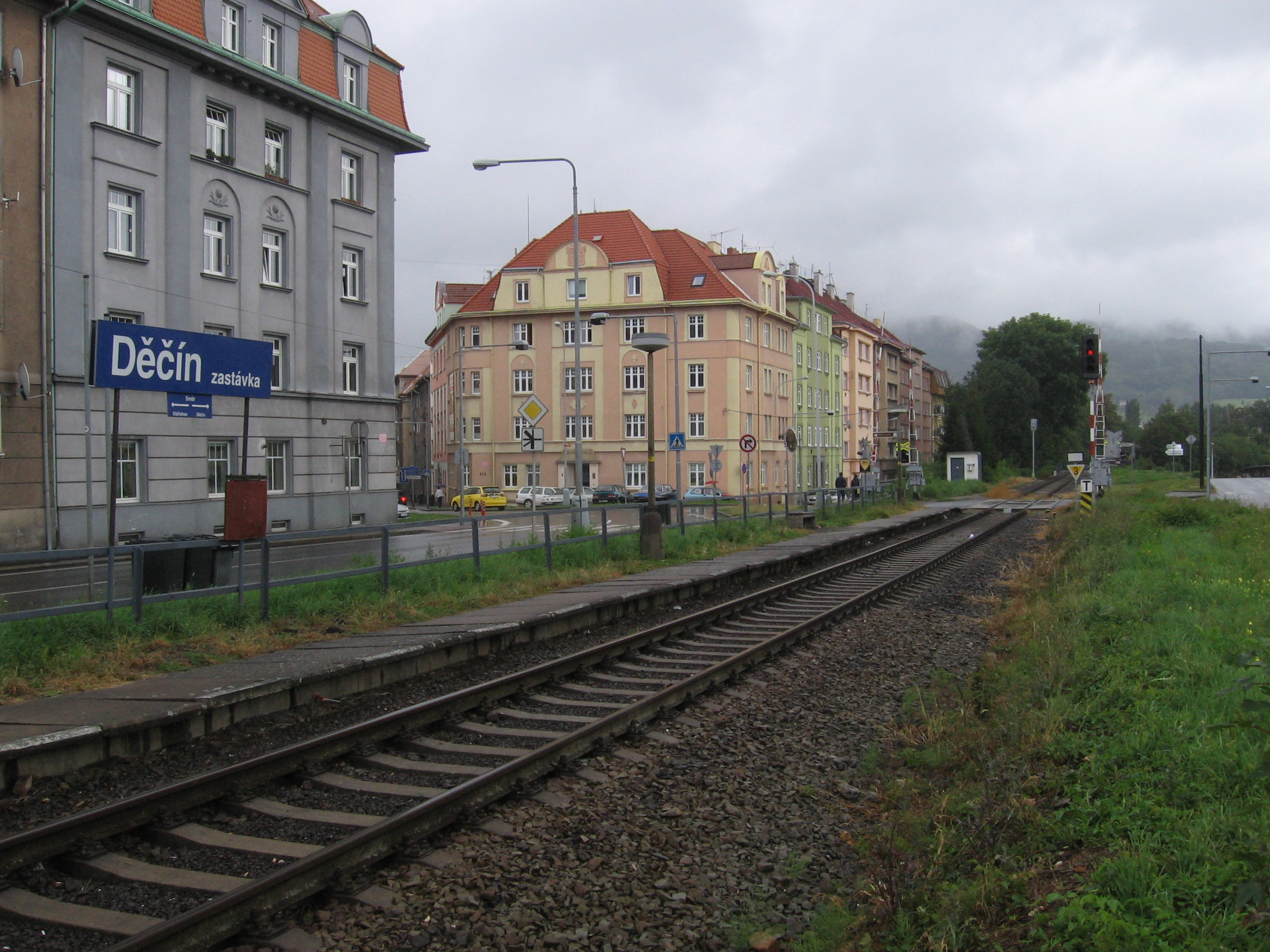
Děčín zastávka v Podmoklech.